# رحلة الخطوط الجوية الصينية رقم 204
رحلة الخطوط الجويةالصينية رقم 204 كانت رحلة داخلية تشغلها شركة الخطوط الجوية الصينية،انطلقت من مطار هوالين في تايوان بتاريخ 26 أكتوبر 1989. بعد وقت قصير من الإقلاع، تحطمت الطائرة وهي من طراز بوينغ 737—209 في أحد الجبال القريبة، ما أسفر عن مقتل جميع من كانوا على متنها، وعددهم 54 شخصًا. يُعد هذا الحادث من أكثر كوارث الطيران دموية في تاريخ تايوان.

## الطائرة
كانت الطائرة من طراز بوينغ 737-209، ورقمها التسلسلي هو 23795، ومسجّلة تحت الرمز B-180.صُنعت الطائرة عام 1986 من قبل شركة بوينغ للطائرات التجارية، وكانت مزودة بمحركين من نوع برات آند ويتني JT8D-9A.

## الحادث
في 26 أكتوبر 1989، أقلعت الرحلة 204 التابعة للخطوط الجوية الصينية من مطار هوالين متجهة إلى مطار تايبيه سونغشان. بعد الإقلاع، قامت الطائرة بالانعطاف إلى اليسار بدلًا من اليمين كما هو مقرر في مسار الرحلة. ونتيجة لذلك، اصطدمت الطائرة بجبل يقع في محيط المطار، ما أدى إلى تحطمها بالكامل. أسفر الحادث عن مصرع جميع الركاب وأفراد الطاقم البالغ عددهم 54 شخصًا، ولم يُعثر على ناجين. تشير التحقيقات إلى أن السبب الرئيسي كان خطأ في التوجيه بعد الإقلاع.[بحاجة لمصدر]

## السبب
حدد السبب الرئيسي للحادث بأنه خطأ من الطيار، حيث أقلع القائد، الطيار المتمرس الذي يمتلك خبرة 15 عامًا مع الخطوط الجوية الصينية، ومساعده المبتدئ من مدرج خاطئ. وزاد من خطورة الخطأ عدم انتباه موظفي برج المراقبة الأرضية إلى هذا الانحراف. بعد الإقلاع، اتبعت الطائرة إجراءات الصعود الخاصة بالمدرج الصحيح، مما أدى إلى قيامها بانعطاف يسارًا نحو الجبال بدلاً من الانعطاف يمينًا نحو البحر، مما تسبب في اصطدامها.